# Castro (Chili)
Pour les articles homonymes, voir Castro.
Castro est une ville et une commune du Chili située sur l'île de Chiloé dans la province de Chiloé (région des Lacs). La ville de Castro est la capitale de la province depuis 1982.

## Géographie

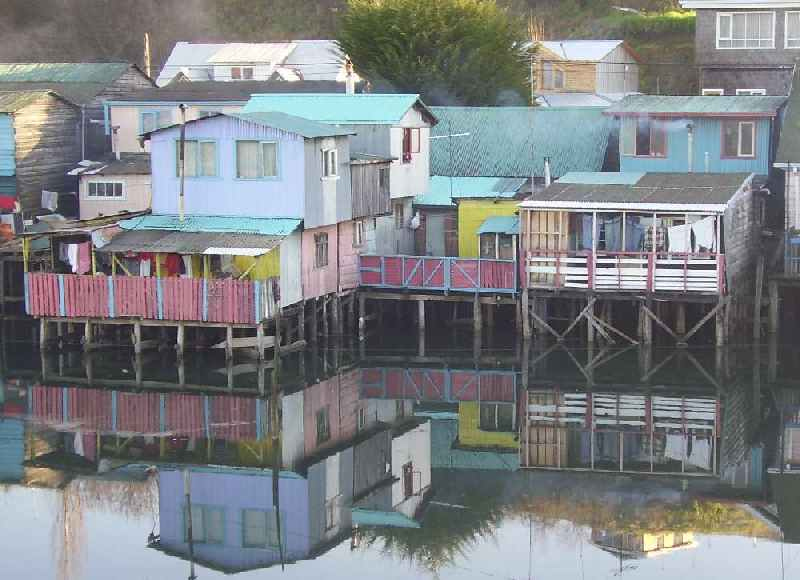
Maisons sur pilotis à Castro (Chiloé, Chili)

À Castro, les marées peuvent atteindre sept mètres. Mais elles ne touchent pas les maisons perchées à l'abri sur leurs pilotis de bois.

## Histoire
En 1642, la ville de Castro tombe aux mains du corsaire néerlandais Hendrik Brouwer, qui la conserve pendant deux mois.

L'archipel de Chiloé fut le dernier bastion de l'occupation royaliste pendant le processus d'indépendance du Chili. Le 14 janvier 1826, la bataille de Bellavista obligea les Espagnols à se retirer vers Castro.

## Démographie
En 2012, la population de la commune s'élevait à 43 460 habitants. La superficie de la commune est de 473 km2 (densité de 92 hab./km²)

Position de Castro (en rouge) au sein de la Région des Lacs.